# Campionati europei di ciclismo su pista 2020 - Corsa a eliminazione maschile
La gara a eliminazione maschile ai Campionati europei di ciclismo su pista 2020 si è svolta l'11 novembre 2020 presso il velodromo Kolodruma di Plovdiv, in Bulgaria.

## Podio
| Pos.    | Atleta           | Nazionalità   |
| ------- | ---------------- | ------------- |
| Oro     | Matthew Walls    | Gran Bretagna |
| Argento | Iúri Leitão      | Portogallo    |
| Bronzo  | Sergej Rostovcev | Russia        |

## Risultati
| Posizione | Atleta               | Nazione       |
| --------- | -------------------- | ------------- |
| 1         | Matthew Walls        | Gran Bretagna |
| 2         | Iúri Leitão          | Portogallo    |
| 3         | Sergej Rostovcev     | Russia        |
| 4         | Raman Ciškoŭ         | Bielorussia   |
| 5         | Daniel Babor         | Rep. Ceca     |
| 6         | Zafeiris Volikakis   | Grecia        |
| 7         | Tristan Marguet      | Svizzera      |
| 8         | Andreas Müller       | Austria       |
| 9         | Eduard-Michael Grosu | Romania       |
| 10        | Vladyslav Ščerban'   | Ucraina       |
| 11        | Tilen Finkšt         | Slovenia      |
| 12        | Rotem Tene           | Israele       |
| 13        | Francesco Lamon      | Italia        |
| 14        | Óscar Pelegrí        | Spagna        |
| 15        | Mantas Bitinas       | Lituania      |
| 16        | Yasen Aleksandrov    | Bulgaria      |
| 17        | Štefan Michalička    | Slovacchia    |